# Phyllodonta caninata
Phyllodonta caninata är en fjärilsart som beskrevs av Druce. Phyllodonta caninata ingår i släktet Phyllodonta och familjen mätare. Inga underarter finns listade i Catalogue of Life.